# Navahrudak
Navahrudak (Навагрудак, oroszul Novogrudok, lengyelül Nowogródek, litvánul Naugardukas) város Fehéroroszország nyugati részén, a Hrodnai terület Navahrudaki járásának székhelye. 2006-ban 30,7 ezer lakosa volt . Hrodnától közúton 160 km-re keletre fekszik, a Navahrudaki-hátság dombvidékén, melynek legmagasabb pontja a navahrudaki várhegy (Zamkovaja, 323 m).

## Története
Navahrudak egyike az ország legrégebbi városainak. A történészek szerint már a 10. században lakott település volt. A környező dombvidék legmagasabb pontjaként fontos védelmi-stratégiai szerepet töltött be. Első írásos említése 1227-ból származik Novogorodok néven. 1240-ben a tatárok elpusztították. A 13. században a Feketeoroszország néven ismert vidék központja, majd egy időben egyes források (melyek Maciej Stryjkowski 16. századi krónikájára támaszkodnak) szerint a Litván Nagyfejedelemség fővárosa, annak Trakaiba való áthelyezése előtt. 1507-ben a nagyfejedelemség egyik vajdaságának székhelye lett és központi szerepet töltött be egészen 1795-ig, amikor Oroszországhoz csatolták és a Grodnói kormányzóság járási székhelye lett. A magdeburgi városi jogokat 1511-ben kapta meg. 1842-ben a Minszki kormányzósághoz csatolták.
A várost 1919-ben a lengyel csapatok foglalták el és ezután 20 évig Lengyelországhoz tartozott, mint a Nowogródeki vajdaság székhelye. 1939 szeptemberében a Belorusz SZSZK-hoz került, majd 1941. július 4-én a németek foglalták el. Június végén és július elején a város környékén súlyos harcok folytak, mivel a Vörös Hadsereg csapatainak nagy részét a németek körülkerítették az ún. novogrudoki katlanban. A német megszállás 1944. július 8-áig tartott, a súlyos harcok során a városban és a járásban 45 ezren vesztették életüket és az épületállomány 60%-a elpusztult. A háború után újjáépítették a várost, de korábbi központi szerepkörét elveszítette, 1974-ben 21 ezer lakosa volt. 1963-ban járási jogú városi rangot kapott, de 1997 óta a város és a járás újra egy közigazgatási egységet alkot.

## Gazdasága
A várost elkerülte a nagyobb mértékű iparosítás, ma is főként az élelmiszer- és textilipara számottevő (tejfeldolgozás, halkonzervgyár, konfekcióüzem), de gázfelszereléseket  Archiválva 2006. december 5-i dátummal a Wayback Machine-ben és fémtermékeket  is gyártanak itt. Számottevő idegenforgalma is, sok lengyel turista keresi fel Mickiewicz emlékmúzeumát.

## Városszerkezet, nevezetességek
A városon belül nagy a szintkülönbség, a sugárirányban a főtérre (Lenin-tér) vezető utcák igen meredekek. A főtér keleti oldalán 19. század végi házsor húzódik, nyugatról pedig a városi park, melyben Navahrudak híres szülöttének, Adam Mickiewicz lengyel költőnek szülőháza (ma emlékmúzeum) és egész alakos szobra áll. A tér déli oldalán az 1812-ben épült árkádos piacsor hívja fel magára a figyelmet. Az északi oldalról nyíló utcákban három műemlék templom is található:
- Boriszoglebszkaja-templom – 1519-ben épült gótikus stílusban
- Szent Miklós-székesegyház – a ferencesek egykori temploma 1780-ban épült, 1846-ban nyerte el mai alakját
- Szent Mihály arkangyal-templom – a dominikánusok rendje építette a 18. század első felében A Szt. Mihály arkangyal-templom

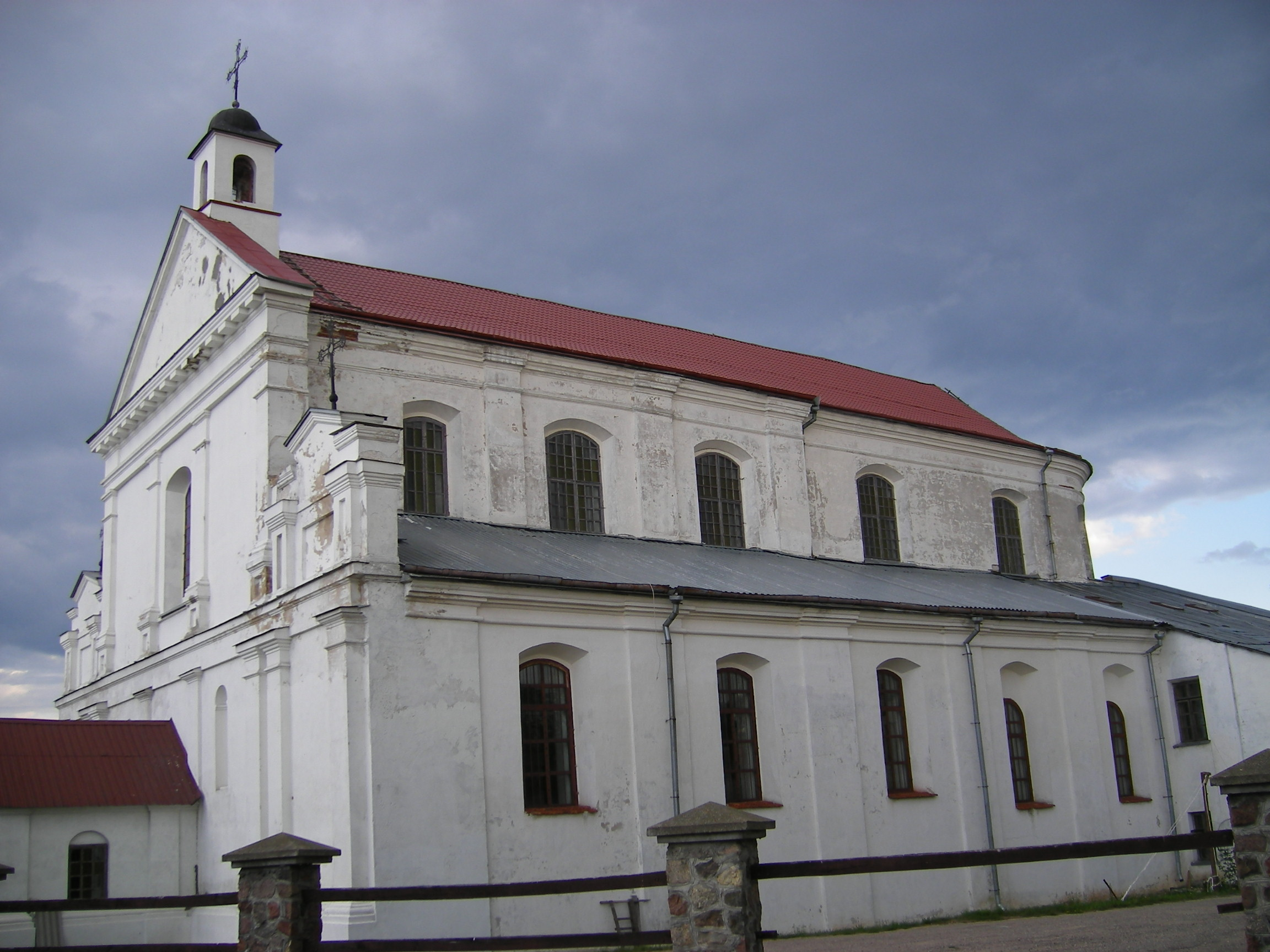
A Szt. Mihály arkangyal-templom

A Lenin-térről a Zamkovaja (Vár) utca vezet át a várdombra, melyen a 13. században épült egykori téglavár romjai két különálló falmaradvány) áll. A romoktól kitűnő kilátás nyílik déli irányba. A várdomb lábánál áll a 15. századból származó, 1712–1723 között barokk stílusban átépített plébániatemplom (Kosztyel Preobrazsenyija Goszpodnyego).
A város egyéb érdekességei között meg kell még említeni a 18. század eleji zsidó temetőt (1941 előtt a Navahrudakban népes zsidó közösség élt), a katolikus temetőben a Zaborszkij-kápolnát, a 16. századi tatár temetőt és az 1792-ben épült mecsetet is.

## Testvérvárosok
- Elbląg, Lengyelország
- Krynica-Morska, Lengyelország
- Leimen, Baden-Württemberg, Németország

## Külső hivatkozások
- Jurkau kutoczak — Юркаў куточак — Yury's Corner. Наваградак Archiválva 2012. május 24-i dátummal a Wayback Machine-ben
- A város nevezetességei, térkép (oroszul)
- A város hivatalos honlapja (oroszul)